# غونتر سيمون
غونثر سيمون (و. 1925 – 1972 م) هو ممثل، ومؤدي أصوات، وممثل مسرحي، وممثل أفلام، وممثل تلفزي من ألمانيا الشرقية، ولد في برلين، كان عضوًا في الحزب النازي (منذ 1943)، توفي في برلين، عن عمر يناهز 47 عاماً.

## جوائز
حصل على جوائز منها:

الجائزة الوطنية لجمهورية ألمانيا الديمقراطية

## وصلات خارجية
- غونثر سيمون على موقع IMDb (الإنجليزية)
- غونثر سيمون على موقع أول موفي (الإنجليزية)
- غونثر سيمون على موقع قاعدة بيانات الأفلام السويدية (السويدية)
- غونثر سيمون على موقع قاعدة بيانات الفيلم (الإنجليزية)
- غونثر سيمون على موقع كينوبويسك (الروسية)